# Кадобина, Мария Владимировна
Мария Владимировна Кадобина (бел. Марыя Уладзіміраўна Кадобіна, родилась 4 февраля 1997 года в Минске) — белорусская гимнастка (художественная гимнастика). Чемпионка Европы 2016 года, трижды бронзовый призёр чемпионата мира 2014 года. Мастер спорта Республики Беларусь международного класса.

## Биография
Кадобина дебютировала на международном уровне среди юниоров в 2012 году на чемпионате Европы в Нижнем Новгороде: выступая в одной команде с Еленой Болотиной и Екатериной Галкиной, завоевала серебряные медали в командном многоборье и в упражнении с булавами. В 2013 году она выиграла бронзовые медали на этапе Гран-При в Берлине в упражнении с лентой; на этапе в итальянском Пезаро завоевала серебряную медаль в композиции с булавами, а также бронзовую медаль в упражнении с мячом.
В 2014 году Кадобина в составе сборной Беларуси выступала чемпионате мира в Измире: белоруски завоевали бронзовые медали в упражнении с тремя мячами и двумя лентами, в упражнении с 10 булавами и в групповом многоборье. На чемпионате Европы в Баку в групповом многоборье белоруски допустили три ошибки, оказавшись на 17-м месте. Изначально программа с тремя мячами и двумя лентами при участии Кадобиной проходила под музыку балета «Танец с саблями»; группе пришлось сменить музыку накануне турнира в Баку. В том же году с 5 по 7 сентября она участвовала в этапе Кубка мира в Казани, взяв серебряные медали в упражнениях с пятью булавами и в групповом многоборье.
В 2015 году Кадобина выступала на Европейских играх в Баку, став чемпионкой в упражнении с шестью булавами и двумя обручами и завоевав бронзовую медаль в групповом многоборье. На этапе Кубка мира в Казани в том же году она завоевала серебряные медали в групповом многоборье и в упражнении с двумя обручами и шестью булавами, а также бронзовую медаль в управлении с пятью лентами. На Олимпиаде в Рио в групповом многоборье заняла с командой итоговое 5-е место (в команде с ней выступали Анна Дуденкова, Мария Котяк, Валерия Пищелина и Арина Цицилина).